# Honomu
Honomū és una població dels Estats Units a l'estat de Hawaii. Segons el cens del 2000 tenia una població de 541 habitants.

## Demografia
Segons el cens del 2000, Honomū tenia 541 habitants, 193 habitatges i 143 famílies. La densitat de població era de 452,82 habitants per km².
Dels 193 habitatges, en un 26,9% hi vivien nens de menys de 18 anys; en un 50,3% hi vivien parelles casades; en un 16,6%, dones solteres, i en un 25,9% no eren unitats familiars. En el 19,7% dels habitatges hi vivien persones soles el 9,3% de les quals corresponia a persones de 65 anys o més que vivien soles. El nombre mitjà de persones vivint en cada habitatge era de 2,80 i el nombre mitjà de persones que vivien en cada família era de 3,19.
Per edats la població es repartia de la següent manera: un 24,0% tenia menys de 18 anys, un 5,9% entre 18 i 24, un 25,0% entre 25 i 44, un 24,2% de 45 a 64 i un 20,9% 65 anys o més.
L'edat mediana era de 42,2 anys. Per cada 100 dones hi havia 89,82 homes. Per cada 100 dones de 18 o més anys hi havia 91,16 homes.
La renda mediana per habitatge era de 30.179$ i la renda mediana per família de 35.536 $. Els homes tenien una renda mediana de 28.438 $ mentre que les dones 19.167 $. La renda per capita de la població era de 15.190$. Entorn de l'11,9% de les famílies i el 16,6% de la població estaven per davall del llindar de pobresa.

## Poblacions més properes
El següent diagrama mostra les poblacions més properes.